# Långbotjärnen (Alfta socken, Hälsingland)
Långbotjärnen är en sjö i Ovanåkers kommun i Hälsingland och ingår i Ljusnans huvudavrinningsområde. Sjön har en area på 0,152 kvadratkilometer och ligger 271,2 meter över havet. Sjön avvattnas av vattendraget Lillån.

## Delavrinningsområde
Långbotjärnen ingår i det delavrinningsområde (680011-149798) som SMHI kallar för Utloppet av Långbotjärnen. Medelhöjden är 282 meter över havet och ytan är 0,93 kvadratkilometer. Det finns inga avrinningsområden uppströms utan avrinningsområdet är högsta punkten. Lillån som avvattnar avrinningsområdet har biflödesordning 4, vilket innebär att vattnet flödar genom totalt 4 vattendrag innan det når havet efter 95 kilometer. Avrinningsområdet består mestadels av skog (71 procent). Avrinningsområdet har 0,15 kvadratkilometer vattenytor vilket ger det en sjöprocent på 16,6 procent.